# Land of the Lost (film)
Land of the Lost er en amerikansk komediefilm fra 2009 instrueret af Brad Silberling og med Will Ferrell i hovedrollen som Dr. Rick Marshall. Filmen er baseret på tv-serien fra 1970'erne af samme navn.

## Medvirkende
- Will Ferrell
- Anna Friel
- Danny R. McBride
- Jorma Taccone
- John Boylan
- Matt Lauer
- Leonard Nimoy